# Concerto pour piano no 17 de Mozart
Le Concerto pour piano no 17 en sol majeur K. 453 est un concerto pour piano du compositeur autrichien Wolfgang Amadeus Mozart. Composé au début de 1784 et daté le 12 avril, il fut créé le 10 juin par sa dédicataire, Barbara Ployer. C'est le seul de la série en sol majeur. Il est devenu par son expressivité musicale un des plus populaires concertos de son auteur.

## Instrumentation
| Instrumentation du Concerto pour piano no 17                         |
| Cordes                                                               |
| premiers violons, seconds violons, altos, violoncelles, contrebasses |
| Bois                                                                 |
| 1 flûte, 2 hautbois, 2 bassons                                       |
| Cuivres                                                              |
| 2 cors en sol (en do dans l'Andante)                                 |
| Clavier                                                              |
| Piano                                                                |

## Structure
Le concerto comprend 3 mouvements :
1. Allegro, en sol majeur, à , cadence à la mesure 327, 349 mesures (début de l'Allegro)
2. Andante, en do majeur, à 
, cadence à la mesure 122, 135 mesures (début de l'Andante)
3. Allegretto, en sol majeur, à , sections répétées 2 fois : mesures 1 à 8, mesures 9 à 14, mesures 15 à 24, mesures 25 à 32 ➜ Presto à la mesure 171, 346 mesures (début de l'Allegretto)

Durée : environ 29 minutes

Introduction de l'Allegro :
Introduction de l'Andante :
Introduction de l'Allegretto :